# 스너프 필름
스너프 필름(snuff film)은 실제 살해, 모살, 자살의 장면을 보여주는 영상물을 통틀어 일컫는 말이다. 스너프 필름을 다루는 픽션 필름들은 적절한 특수 효과를 시뮬레이트하기 위한 세련된 기법들을 사용한다. 만약 사실이라면 살인의 기록이자 증거겠으나 픽션일 수도 있기 때문에 선정적인 주장으로 우선적으로 받아들이고 실제 살인인지 확인하게 된다.

## 정의
스너프 필름 또는 스너프 영화는 사람이 모살되거나 자살, 살해가 일어나는 범행장면을 담은 영상기록물 일체를 말한다. 경제적 이익을 위해 만들어질 수도 있고 그렇지 않을 수도 있다. 일부 촬영된 처형 기록이나 살인 사건들이 존재하지만 해당 건들의 경우 사망은 경제적 이익이나 오락을 위해 계획된 것은 아니었다.

## 역사
"스너프 영화"(snuff movie)라는 용어가 처음 사용된 것은 1971년 책 에드 샌더스의 "The Family: The Story of Charles Manson's Dune Buggy Attack Battalion"라는 책에서였다. 그는 맨슨 가가 자신들의 살해 기록을 남기기 위해 캘리포니아에서 이러한 영화를 제작하는 데 기여했다고 주장한다.
"스너프"(snuff)라는 명사는 원래 이미 타버린 초심지의 일부를 의미했다. 동사 snuff의 경우 이것을 잘라내 버리는 것을 의미했으며 더 확장하여 근절 또는 살해를 의미하였다. 이 단어는 수백년 간 영어 속어에서 이러한 의미로 사용되어 왔다. 1874년에는 질병이나 사고로 사망하는 것으로 정의되었다.
영화 연구 교수 보아스 하긴(Boaz Hagin)은 스너프 필름의 개념이 흔히 생각된 시기(적어도 1907년)보다 수십년 전에 기원했다고 주장한다. 그 해에 폴란드-프랑스계 작가 기욤 아폴리네르는 범죄 뉴스의 대중적인 매료 때문에 살해에 관해 촬영하는 뉴스릴 보도사진가들에 관한 단편 스토리 좋은 영화(A Good Film")를 출판하였다. 스토리에서 대중들은 살해가 진짜이지만 경찰이 범죄를 가짜로 부정확하게 확정했다고 믿는다.
영화 비평가 Geoffrey O'Brien에 따르면 "상업적으로 배급되었는지의 여부에 관계 없이 스너프 영화들은 실제로 존재하며 이러한 영화의 잠재성은 《버켓 오브 블러드》(1959년), 《컬러 미 블러드 레드》(1965년), 《환상》(1967년) 등에서처럼 자신의 모델들을 죽이는 미친 예술가의 B급 영화 모티프에서 내재되어 있다". 수익을 목적으로 제작된 스너프 필름의 개념은 상업 영화 《스너프》(1976년)를 통해 널리 알려지게 되었다. 이 저예산 엑스플로이테이션 공포 영화의 원래 제목은 Slaughter(도살)이었으며 Michael and Roberta Findlay에 의해 감독되었다. 수십년 뒤 인터뷰에서 Roberta Findlay는 영화 배급자 Allan Shackleton이 남아메리카에서 수입되는 스너프 필름에 관해 읽었고 개념을 잘 활용하기 위해 제목을 Slaughter에서 Snuff로 변경했다고 언급하였다. 그는 또 영화 세트장에서 살해된 여배우를 묘사한 새로운 엔딩을 추가하였다. 2차 개봉 당시 "스너프" 홍보에서 여배우의 살해를 언급했다: "목숨이 파리 목숨이었던 남아메리카에서만 제작될 수 있었던 영화". 그러나 이는 거짓 광고였다. Shackleton는 영화에 대항한 시민 단체 운동을 보고한 거짓 신문 클립을 내놓았다.

## 거짓 스너프 필름

### 기니어 피그 영화들
일본의 《기니어 피그》 시리즈 중 처음 두 영화들은 스너프 필름처럼 보이도록 디자인되어 있다. 이 비디오는 입자가 거칠고 불안정하여 마치 아마추어가 녹화한 것처럼 비쳐져 있다. 이 시리즈의 6번째 영화 《Mermaid in a Manhole》은 1980년대 말 여러 유치원 소녀들을 살해한 일본의 연쇄 살인자 미야자키 쓰토무의 영감을 받아 제작되었다.
1991년, 배우 찰리 신은 이 시리즈의 두 번째 영화 《Flower of Flesh and Blood》(1985년)가 실제 살인을 묘사하였고 FBI에 연락한 것으로 확신하게 되었다. 해당 연방수사국이 조사를 시작하였으나 시리즈의 제작자들이 살해를 시뮬레이트하기 위해 사용한 특수 효과를 시연하는 메이킹 필름을 내놓으면서 수사를 종료하였다.

### 홀로코스트
이탈리아의 감독 루제로 데오다토는 영화 《홀로코스트》(1980년) 속 주연들의 살해 묘사가 실제라는 루머가 있은 뒤 기소되었다. 배우들이 법정에 모습을 보인 뒤 감독은 스스로 기소에서 벗어날 수 있었다.
화면 상의 피 외에 이 영화에는 여러 성폭력 장면, 6마리의 동물의 실제 죽음에 관한 여러 장면들이 포함되어 있기 때문에 영화 《홀로코스트》에 대한 비평이 오늘날까지 계속되고 있다. 영화 《홀로코스트》가 50개 이상의 국가에서 금지되고 있다고 주장되고 있으나, 확인된 바는 없다. 2006년 엔터테인먼트 위클리지는 영화 《홀로코스트》를 20세기 통틀어 가장 논란이 되는 영화로 이름을 올렸다.

### 어거스트 언더그라운드 3부작
연쇄 살인자와 그의 친구들이 제작한 가정에서 찍은 동영상들에 관한 영화 3부작으로서, 피, 성교, 고문, 살해를 묘사한다. 일부 장면들은 다크넷에서 마치 진짜인 것 마냥 배포되었다.

## 팝 문화 속 스너프 필름
- 영화 《콜드 인 줄라이》의 줄거리에서 부정한 돈벌이를 목적으로 멕시코에서 미국으로 유입되는 매춘부들이 영화 속에서 사살되는 장면이 등장한다.
- 《맨헌트》에서 일련의 스너프 필름에 참여할 것을 강요받는 사형수 수감자 제임스 얼 캐시(James Earl Cash)의 이야기를 전한다. 2003년 개발사 록스타 노스에 의해 출시되었다.
- 영화 《논문 Thesis》[20]의 주인공은 폭력에 대해서 연구하다가 갱단이 암시장에서 비디오를 유통하기 위해 소녀를 강간, 고문하다가 죽이는 장면이 담긴 스너프필름을 우연히 알게되고 이 뒤를 쫓는 호러스릴러로 역시 영화속의 영화로 묘사된다.

## 같이 보기
- 드니프로페트로우스크 매니악
- 몬도 영화
- 리카르도 로페스
- 버드 드와이어